# Gare de Hatabu
La gare de Hatabu (幡生駅, Hatabu-eki) est une gare ferroviaire de la ville de Shimonoseki, dans la préfecture de Yamaguchi au Japon. Elle est exploitée par la compagnie JR West.

## Situation ferroviaire
La gare de Hatabu est située au point kilométrique (PK) 524,6 de la ligne principale Sanyō. Elle marque la fin de la ligne principale San'in

## Histoire
La gare a été inaugurée le 27 mai 1901.

## Service des voyageurs

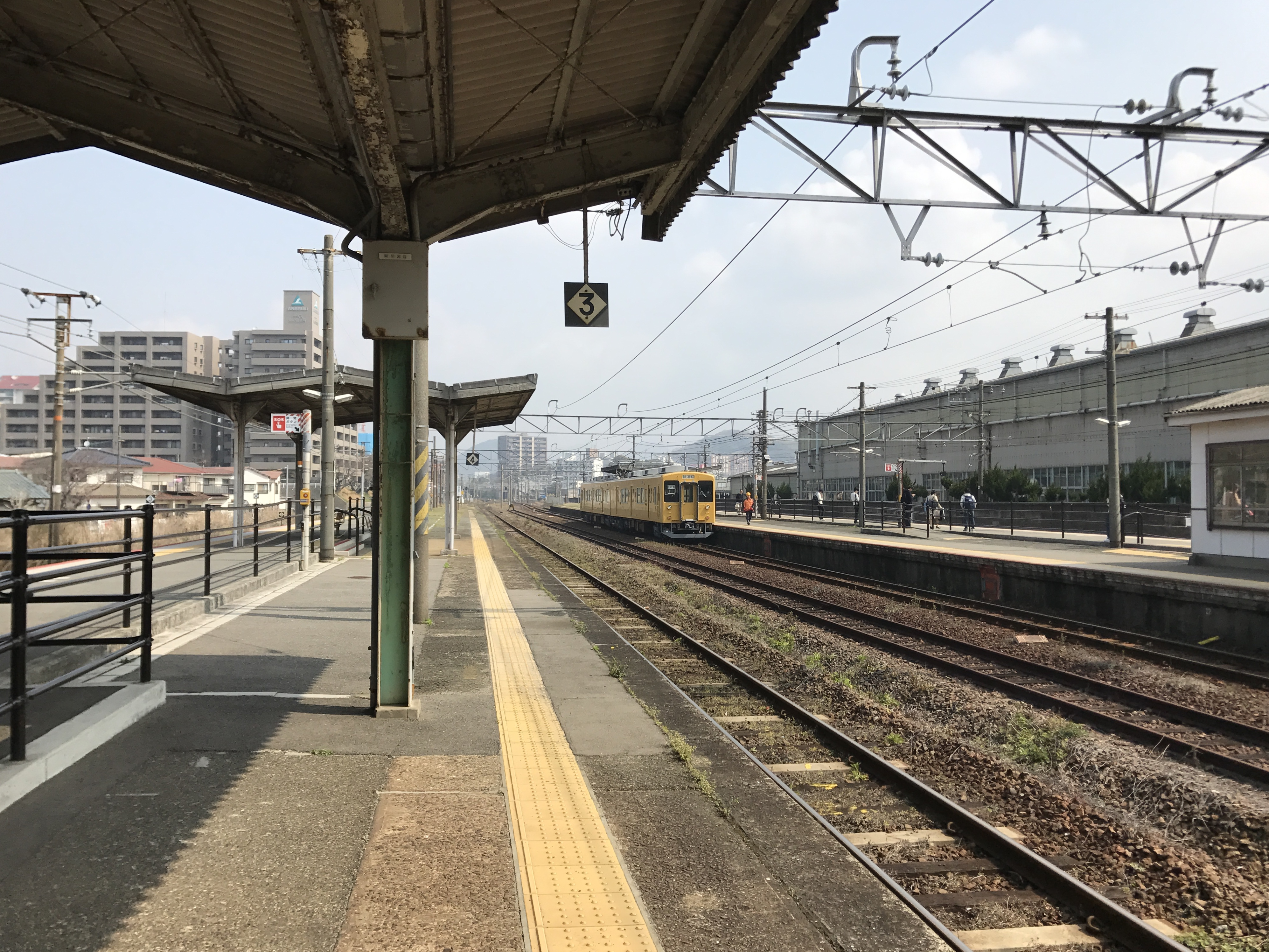
Vue des quais de la gare

### Accueil
La gare dispose d'un bâtiment voyageurs ouvert tous les jours, avec des guichets pour l'achat de titres de transport.

### Desserte
- Ligne principale Sanyō :
  - voie 1 : direction Shimonoseki
  - voie 4 : direction Shin-Shimonoseki et Shin-Yamaguchi
- Ligne principale Sanin :
  - voie 2 : direction Shimonoseki
  - voie 3 : direction Nagatoshi